# The Kingdom (Elgar)
The Kingdom, Op. 51, è un oratorio in lingua inglese composto nel 1906 da Edward Elgar. Fu eseguito per la prima volta al Birmingham Music Festival il 3 ottobre 1906, con l'orchestra diretta dal compositore ed i solisti Agnes Nicholls, Muriel Foster, John Coates e William Higley. La dedica è "A. M. D. G." Elgar scrisse The Kingdom per forze corali e strumentali.

## Premessa
Dopo Il sogno di Geronte e The Apostles, il Birmingham Triennial Musical Festival commissionò a Elgar la produzione di un altro grande oratorio per il festival del 1906. Questo fu The Kingdom, che continua la narrazione della vita dei discepoli di Gesù. Rappresenta la comunità della chiesa primitiva, la Pentecoste e gli eventi dei pochi giorni successivi.
Elgar da molti anni aveva pensato a un'opera che raffigurasse gli Apostoli come uomini comuni, che reagivano a eventi straordinari. Le sue idee andarono oltre i confini di un'unica opera: parti di The Kingdom furono scritte prima di The Apostles e in seguito Elgar le considerò come le prime due parti di una trilogia. The Kingdom è, in effetti, il suo movimento lento. Alla fine la terza parte progettata non fu mai scritta.

## L'organico
The Kingdom è scritto per una grande orchestra, di proporzioni tipicamente tardo-romantiche. Vi è un doppio coro con semicoro e quattro solisti che rappresentano: La Beata Vergine (soprano), Maria Maddalena (contralto), San Giovanni (tenore) e San Pietro (basso).

## Trama
L'opera è suddivisa in cinque parti ed è preceduta da un preludio. Ogni parte viene eseguita senza interruzioni. Le parole furono selezionate da Elgar dagli Atti degli Apostoli, integrate da altro materiale tratto per lo più dal Vangelo.
1. Nel Cenacolo. I discepoli si incontrano e viene scelto il nuovo apostolo, Mattia.
2. Alla porta bellissima. Le due Marie ricordano le azioni di Gesù nel tempio.
3. Pentecoste. I discepoli vengono visitati dallo Spirito Santo e predicano alle moltitudini.
4. Il segno della guarigione. Pietro e Giovanni guariscono l'uomo zoppo e vengono imprigionati.
5. Il Cenacolo. Pietro e Giovanni sono stati rilasciati; i discepoli spezzano il pane e cantano il Padre nostro.

Come negli altri oratori maturi di Elgar, il Preludio introduce i principali temi musicali e crea l'atmosfera. La musica è lirica e mistica, con meno impulso narrativo rispetto a The Apostles. I suoi momenti più memorabili sono la rappresentazione estatica della Pentecoste, l'aria luminosa di Maria The sun goeth down (Il sole tramonta) e l'impostazione devozionale del Padre nostro.

## Storia
Come è stato detto, le idee della trilogia incompiuta erano state nella mente di Elgar per molti anni. Alcune bozze musicali risalgono al 1902 e alcune parti furono completate prima di The Apostles. La composizione iniziò sul serio all'inizio del 1906 e procedette con velocità e sicurezza.
La prima esecuzione, diretta da Elgar, fu un successo, così come la prima esecuzione a Londra il novembre successivo. La traduzione tedesca fu fatta da Julius Buths.
Il lavoro continua a essere cantato dalle società corali più dotate, in particolare in Inghilterra, anche se meno spesso di Il sogno di Geronte. Alcuni dei sostenitori più accaniti di Elgar, tra cui Adrian Boult, lo considerano il suo più grande lavoro corale, di qualità più coerente persino Geronte.
Dato che Elgar era un chimico dilettante, il manoscritto originale dell'opera è macchiato di sostanze chimiche provenienti dal suo laboratorio di casa.